# Karime Amaya
Karime Amaya és una ballarina de dansa espanyola nascuda a Mèxic, reneboda de Carmen Amaya. Ha participat a quatre edicions del Festival Flamenco Internacional Albuquerque a Nou Mèxic (EUA) els anys 2002, 2003, 2004 i 2006. En aquest mateix període va ballar sis mesos al Japó al tablao El Flamenco i va debutar a l'estat espanyol amb l'espectable Bailaor de la mà d'Antonio Canales. Més endavant, el bailaor Juan de Juan la va cridar per formar part de l'espectacle Frente a frente, on va compartir cartell amb Ana Salazar a més de trenta ciutats.
L'any 2007 va tornar al Japó amb La Compañía de baile de la Winy per fer una gira per les principals ciutats del país i també va ballar per la Compañía Nacional de Danza de México. El 2011 va estrenar Amaya Linaje i un any després va participar en el muntatge Desde la orilla del Festival de Flamenco de Jerez (Cadis). El 2012 Farruquito la va convidar a ballar a Abolengo, espectacle amb el qual va fer una gira mundial l'any següent. A més Joaquín Cortés la va contractar per participar en el muntatge Dicen de mí. Va actuar a l'acte institucional de la Diada Nacional de Catalunya de 2013, any en què se commemorava el 50 aniversari de la mort de Carmen Amaya.